# Великденски парад
„Великденски парад“ (на английски: Easter Parade) е американска музикална комедия от 1948 г., с участието на Джуди Гарланд, Фред Астер и Питър Лауфорд, включва музика от Ървинг Бърлин, който включва някои от всезнаещите песни на Астер и Гарланд – Easter Parade, Steppin' Out with My Baby и We're a Couple of Swells.